# 하남역
하남역(Hanam station, 河南驛)은 광주광역시 광산구 산정동에 있는 호남선의 철도역이다. 인근 하남산업단지 내에 있는 GS칼텍스 저유고로 수송하는 유류 화물을 주로 취급하고 있다. 경기도 하남시와는 한자만 같을 뿐 전혀 관계 없으며, 역명은 당시의 행정구역명이었던 하남면(지금의 하남 행정동)에서 온 것이다. SRT 전용 차량기지(호남철도차량정비단)가 인근에 들어서 있다.

## 연혁
- 1966년 8월 1일 : 임시승강장으로 개업[1]
- 1967년 6월 4일 : 임시승강장 폐지[2]
- 1967년 6월 5일 : 무배치간이역으로 재개업[3]
- 1967년 9월 1일 : 을종승차권대매소로 지정[4]
- 1975년 4월 14일 : 구 역사 착공
- 1976년 2월 24일 : 구 역사 준공
- 1976년 3월 15일 : 보통역으로 승격[5]
- 1988년 7월 31일 : 신 역사 준공 이전
- 1989년 12월 25일 : 동화석유선 준공
- 1990년 5월 3일 : 하남공단 동화석유선 영업개시 및 화물 취급 개시[6]
- 1991년 3월 15일 : 화물지선 도착 유류화물 한 화물 취급 지정[7]
- 1997년 5월 1일 : 화물지선 화물 한 화물취급 지정[8]
- 2003년 3월 7일 : 전기연동에서 전자연동방식으로 변경
- 2003년 10월 31일 : 전자연동에서 자동폐색방식으로 변경
- 2004년 4월 1일 : 고속철도 운행과 동시에 전자연동장치 및 CTC로 전환
- 2004년 7월 16일 : 여객 취급 중지[9]
- 2013년 11월 18일 : 광주 하남역 철도 컨테이너 취급소 완공